# 国分平野

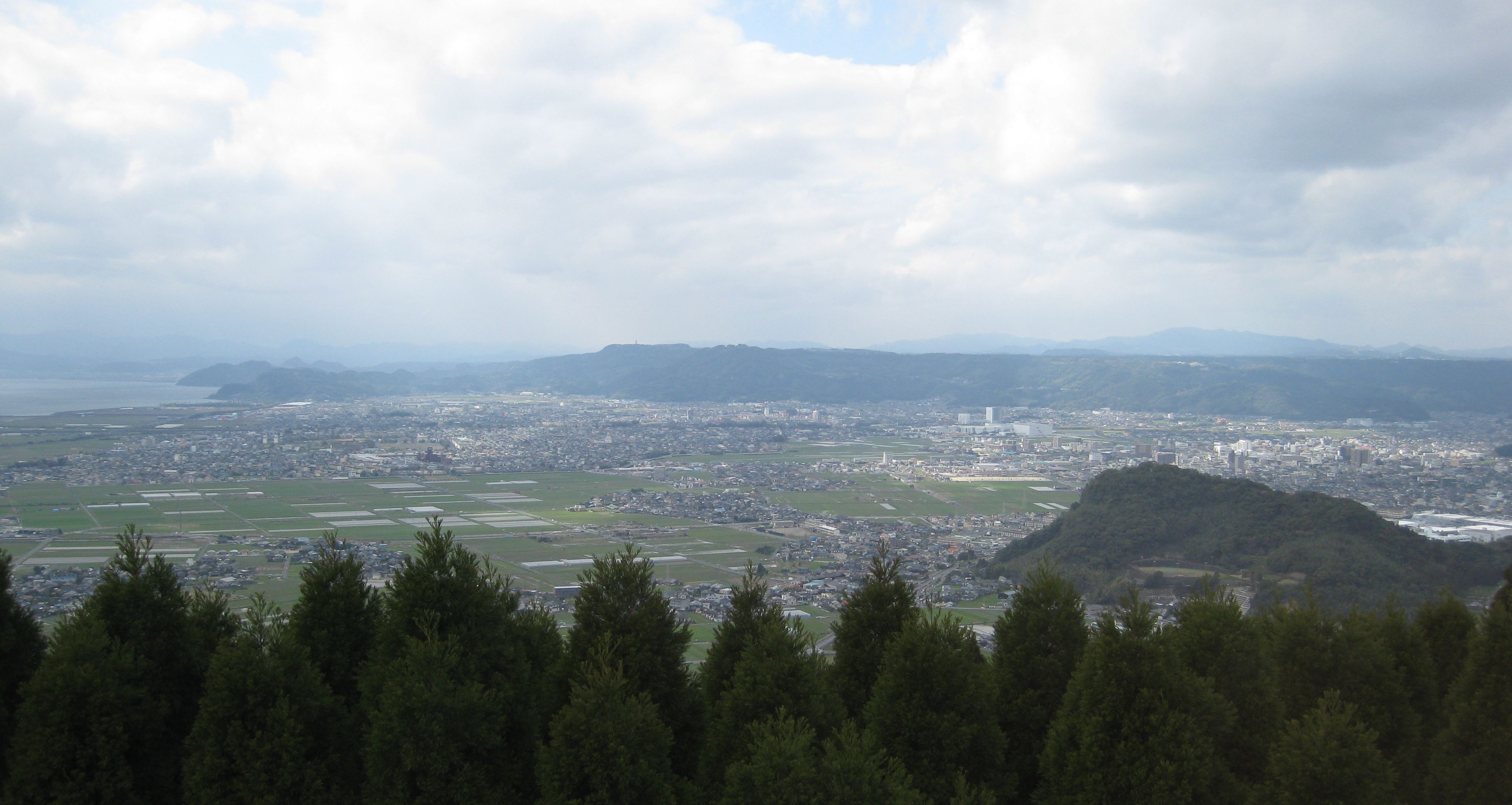
上野原から見た国分平野

国分平野（こくぶへいや）は、鹿児島湾北岸、鹿児島県霧島市中央部に広がる東西約6km、南北約7km、面積約15km2の平野である。

## 概要
鹿児島湾沿岸で最も広い平野であり、霧島市の中心市街地を擁する。平野の北側にはシラス台地の急斜面、東側には敷根安山岩と呼ばれる溶岩（安山岩）が積み重なった台地の急斜面が迫っている。平野の西部を天降川が、東部を検校川がそれぞれ南流する。
およそ100万年前、鹿児島市から隼人町にかけて、この一帯は大規模な湾であり、広範囲に凝灰岩および火砕流堆積物から成る海成層（国分層群、けくら層）の分布が見られる。

## 歴史
国分平野は鹿児島湾を中心として南北に連なる鹿児島地溝あるいは姶良カルデラと呼ばれる沈降地形に天降川や検校川などの河川が土砂を堆積させてできた沖積平野である。平野の西部は縄文海進の時期に堆積が進んでおり、海抜8 - 12mの台地になっている。中央部は標高の低い湿地帯または入り江であったが江戸時代初期に天降川の流路変更によって排水され水田が拓かれた。南部の海岸沿いには干潟が広がっていたが江戸時代中期に堤防で区切って東敷塩田と呼ばれる塩田がつくられ、1954年（昭和29年）以降は水田となった。1970年代から工場の進出などによって人口が増加し宅地化が進んでいる。